# Ульгулі (Акжарський район)
Ульгулі́ (каз. Үлгілі) — село у складі Акжарського району Північноказахстанської області Казахстану. Входить до складу Талшицького сільського округу, раніше було центром ліквідованої Колосовської сільської ради.
Населення — 252 особи (2021; 423 у 2009, 623 у 1999, 1199 у 1989).
Національний склад станом на 1989 рік:
- казахи — 70 %.